# 徐殿揚
徐殿揚（1766年—1827年），山东莱州土山镇西代古庄村人。清朝军事将领、武狀元。
乾隆五十八年（1793年），登進士一甲第一名，授头等侍卫。曾任增城营参将、两广督标、中军、副将等职。道光七年（1827年），封二品武功将军。